# Juan de Arellano

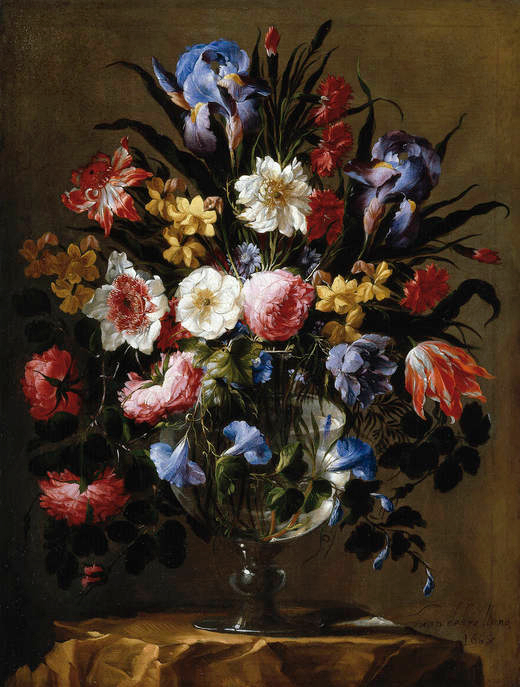
Florero de cristal. Óleo sobre lienzo, 83 x 62 cm, Museo del Prado.

Juan de Arellano (Santorcaz, 1614 – Madrid, 1676) fue un pintor barroco español especializado en el género del bodegón de flores.

## Biografía
Discípulo de Juan de Solís, absorbió influencias de artistas italianos y flamencos gracias a los cuadros existentes en colecciones madrileñas. Debutó con trabajos modestos de pintura decorativa (su primer encargo conocido fue la ornamentación de un carruaje en 1636) y fue hacia 1650 cuando empezó a despuntar en Madrid, con un activo taller y comercio de cuadros en la calle Mayor que contó con la ayuda de diversos ayudantes, entre ellos presumiblemente sus hijos y su yerno, Bartolomé Pérez de la Dehesa, quien según Palomino le pintaba las figuras de las guirnaldas florales, tarea en la que también contó con la colaboración de Francisco Camilo. Esta actividad en equipo explica las desigualdades de calidad entre pinturas que ostentan su firma. Se supone que los precios fluctuaban según el formato y la calidad técnica y de pigmentos, pues se conocen bodegones de Arellano muy dispares: algunos tienen apenas un tulipán en un jarrón, y otros acumulan docenas de flores de morosa ejecución.
Al contrario que Juan van der Hamen y los bodegonistas flamencos en general, Arellano no elaboró cuadros complejos en cuanto a cantidad de elementos o escenografía. Cada cuadro muestra un solo ramo, dispuesto en el centro en primer término y, en general, en una simetría apenas animada por flores ligeramente movidas o insectos que revolotean sobre ellas. Los ramos, bien manojos sencillos o composiciones en cascada, se disponen en jarrones y demás recipientes. Estos son mayormente cestos de mimbre y vasos de vidrio, muchos de forma oval (búcaro). En algunos casos, Arellano representa recipientes de metal (plateado o dorado) y ya de manera excepcional, vasos tallados en piedras semipreciosas como lapislázuli y mármol.
El realismo de las flores reproducidas se explicaría porque Arellano las pintaba del natural, elaborando los ramos en su estudio. Pero los botánicos afirman que un mismo bodegón muestra flores de distintas épocas del año, imposibles de reunir sin las técnicas de invernadero actuales. Se ha supuesto, por tanto, que Arellano recopilaba bocetos o modelos parciales de flores y las repetía en los bodegones según criterios estéticos, sin atender a la lógica estacional.

Jarrón con flores (Biblioteca Museo Víctor Balaguer).

Al igual que otros expertos del género, Arellano fue poco estudiado por los expertos hasta el siglo XX, cuando el género de bodegón recobró protagonismo entre los coleccionistas por su valor decorativo. Actualmente, sus cotizaciones son muy elevadas; cuadros de este artista superan los 200.000 euros en el mercado internacional. Por suerte, gran parte de su producción se conserva en España y muchas de las pinacotecas españolas de importancia cuentan desde antiguo con ejemplos de este artista. El Museo del Prado alberga un interesante repertorio (más de diez obras, incluyendo un raro Bodegón con frutas firmado), otro conjunto de bodegones se exhibe en la Real Academia de Bellas Artes de San Fernando, uno espléndido en el Museo de Belas Artes da Coruña, además un bodegón especialmente ambicioso posee el Museo de Bellas Artes de Bilbao. El Museo Cerralbo conserva un Concierto de Aves con Flores y en el Museo del Romanticismo de Madrid se le atribuye otro.